# Flygmäklare
Flygmäklare eller alternativnamnet flygchartermäklare arbetar med uppdrag vilket går ut på att hjälpa företag, researrangörer, föreningar och privatpersoner att finna lämplig flygplanskapacitet över hela världen. En flygmäklare är en äkta mellanhand mellan charterflygbolagen och kunden, de förmedlar charterflyg. Företagen har daglig direktkontakt med flygbolag världen över och god inblick i flygplanering vilket kommer kunden tillgodo. Offertbearbetning och kontraktstolkning tillhör dagliga sysslor.
Företagsskyttlar, ofta benämnt efter engelska Corporate Shuttles, är också en del av flygmäklarnas arbete. Vid räddningsinsatser arbetar de statliga verken ofta med flygmäklare för att få en snabb hantering av transporter.